# Eckart Schremmer
Eckart Schremmer (* 15. Mai 1934 in Stuttgart; † 27. Juni 2025) war ein deutscher Staatswissenschaftler und Historiker.
Schremmer wurde 1963 an der Staatswissenschaftlichen Fakultät der Ludwig-Maximilians-Universität München promoviert und habilitierte sich ebenda im Jahr 1967. Er war seit 1968 Professor für Wirtschaftsgeschichte an der Ruprecht-Karls-Universität Heidelberg. Seit 1997 war er Mitglied der Sächsischen Akademie der Wissenschaften zu Leipzig. Seine Forschungsschwerpunkte waren die Wirtschafts- und Finanzgeschichte der Neuzeit.

## Schriften
- (Hrsg.): Steuern und Staatsverfassung. Zur Reform der Habsburger Landessteuern im frühen 19. Jahrhundert, vorzüglich in Galizien und der Bukowina. Zeitgenössische Gutachten und Berichte von Regierungsstellen, 1808–1824. Scripta-Mercaturae-Verlag, St. Katharinen 2004.
- Steuern und Staatsfinanzen während der Industrialisierung Europas. England, Frankreich, Preußen und das Deutsche Reich 1800 bis 1914. Berlin 1994.
- (Hrsg.): Geld und Währung vom 16. Jahrhundert bis zur Gegenwart. Vom 9. bis 13. April 1991 in Dortmund. Steiner, Stuttgart 1993.
- Technischer Fortschritt an der Schwelle zur Industrialisierung. Ein innovativer Durchbruch mit Verfahrenstechnologie bei den alpenländischen Salinen. Beck, München 1980.
- Die Wirtschaft Bayerns. Vom hohen Mittelalter bis zum Beginn der Industrialisierung. Bergbau, Gewerbe, Handel. Beck, München 1970.
- Die Bauernbefreiung in Hohenlohe (= Quellen und Forschungen zur Agrargeschichte. Bd. 9). G. Fischer, Stuttgart 1963; Nachdruck: de Gruyter, Berlin 2019.